# Deutsch-Französisches Kulturinstitut Aachen

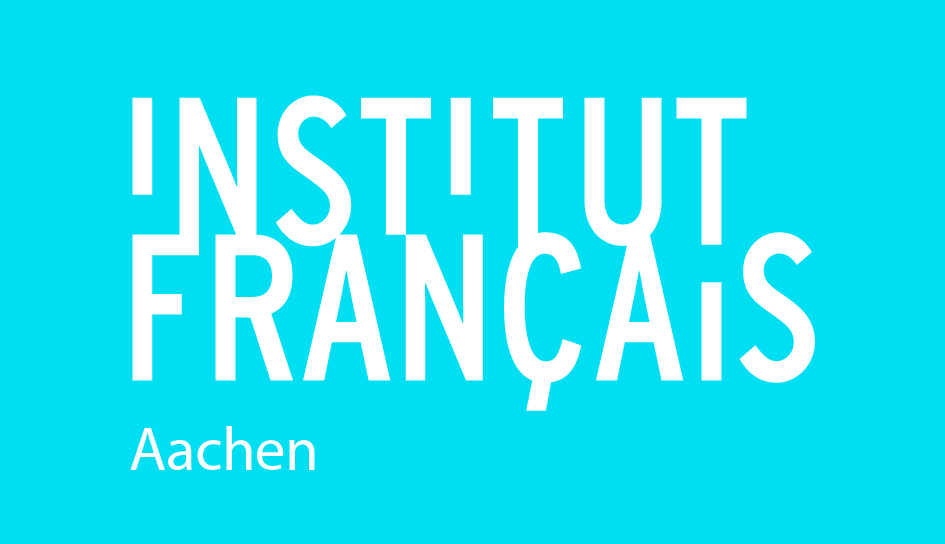

Das Deutsch-Französische Kulturinstitut Aachen (DFKI Aachen) – auch als Institut Français Aachen bekannt – ist ein Kulturinstitut in der Region Aachen. Das Institut hat es sich zur Aufgabe gemacht, als institutionelles Bindeglied zwischen Deutschland und Frankreich zur Verbreitung der französischen Sprache und Kultur in Aachen und Umgebung beizutragen. Es hat seinen Verwaltungssitz in der Lothringerstraße 62 in Aachen.

## Überblick
Als Begegnungsstätte für Deutsche und Franzosen gehört das DFKI zum Netzwerk der französischen Kulturinstitutionen in Deutschland. Es bietet kulturelle Veranstaltungen und Französischkurse sowie Beratung zum Thema Frankreich, die französische Kultur und die französische Sprache.
In der Sprachabteilung des DFKI mit breit gefächertem Sprachkursprogramm unterrichten ausgebildete Dozenten, deren Muttersprache Französisch ist, pro Jahr rund 750 Kursteilnehmer in den verschiedensten Arten von Sprachkursen. Neben den Kursen für alle Alters- und Leistungsstufen bietet das DFKI spezifische zielgruppenorientierte Kurse an. So richtet sich das Angebot bereits an Kinder im Vorschulalter (mit und ohne Französischkenntnisse), die auf spielerische Art und Weise an die französische Sprache herangeführt werden. Arbeitnehmern und Unternehmen wiederum bietet das DFKI Lehrgänge und Spezialkurse („Französisch für den Beruf“) an. 
Darüber hinaus ist das DFKI Prüfungszentrum für das international anerkannte Sprachzertifikat DELF (Diplôme d’Etudes en Langue Française) und DALF (Diplôme Approfondi de Langue Française), dessen Prüfungen in Zusammenarbeit mit 56 Schulen der Region mit mehr als 700 Teilnehmern jährlich durchgeführt werden.
Das umfangreiche Kulturprogramm des Instituts mit bis zu 175 Kulturveranstaltungen im Jahr informiert über das aktuelle Frankreich in den Bereichen Gesellschaft, Politik, Wirtschaft, Sprache, Kunst, Film und Literatur.
Ein breites Spektrum an Lesungen, Vorträgen, Konzerten, Ausstellungen und Filmvorführungen bringt den Besuchern die Kultur des Nachbarlandes näher und beleuchtet das deutsch-französische Verhältnis im europäischen Kontext. Die Veranstaltungen finden hauptsächlich in Zusammenarbeit mit Theatern, Kinos, Museen, Galerien, Hochschulen und Schulen statt.